# Darss cog
Darss cog är ett skeppsvrak från 1300-talet som ligger på sex meters djup söder utanför Darss i södra  Östersjön och som upptäcktes år 1977. Vraket är välbevarat och innehåller en mängd föremål av olika material.
Koggen, som påminner om Bremenkoggen, har transporterat gods inom Hansan. Dess last består av taktegel, brynen och 
hjorthorn från Norge. Vraket var välbevarat när det hittades, men hotas nu av skeppsmaskar (Teredo navalis) som har fått fäste i södra Östersjön efter att salthalten ökat på grund av ett stort inflöde av saltvatten från Nordsjön genom Stora Bält 1993.